# Gornji Lokanj (Zvornik)
Pour les articles homonymes, voir Gornji Lokanj.
Gornji Lokanj (en serbe cyrillique : Горњи Локањ) est un village de Bosnie-Herzégovine. Il est situé dans la municipalité de Zvornik et dans la république serbe de Bosnie. Selon les premiers résultats du recensement bosnien de 2013, il compte 730 habitants.
Avant 1998, le village faisait entièrement partie de la municipalité de Zvornik ; après 1998, son territoire a été partiellement rattaché à la municipalité de Sapna nouvellement créée et intégrée à la fédération de Bosnie-et-Herzégovine.

## Démographie

### Évolution historique de la population dans la localité
| 1948 | 1953 | 1961 | 1971 | 1981 | 1991 | 2013 |
| ---- | ---- | ---- | ---- | ---- | ---- | ---- |
| -    | -    | 800  | 851  | 938  | 901, | 730  |

|  |

### Communauté locale
En 1991, Gornji Lokanj faisait partie de la communauté locale de Lokanj qui comptait 2 308 habitants, répartis de la manière suivante :